# Геолошки факултет Универзитета у Варшави
Геолошки факултет Универзитета у Варшави, (оригинални назив на пољском језику: Wydział Geologii Uniwersytetu Warszawskiego) је факултет Универзитета у Варшави. 

## Историјат факултета
Датум оснивања геолошких студија на Универзитету у Варшави је оснивање два одељења 15. новембра 1915. године: Минералошког (руководилац: проф. Stanisław Józef Thugutt) и Геолошког одељења (руководилац: проф. Јан Левински). Године 1919. при Геолошком одељењу основан је Пољски геолошки музеј.
Године 1939., после бомбардовања, зграда ових погона је изгорела. Године 1945. на Универзитету у Варшави основане су три катедре: геологија (руководилац: проф. Jan Samsonowicz), палеонтологија (руководилац: проф. Roman Kozłowski) и минералогија и петрографија (руководилац: проф. Antoni Łaszkiewicz, од 1951. године професор Maria Turnau-Morawska).
Октобра 1952. на Варшавском универзитету је основан Геолошки факултет, који је требало да има 12 одељења. Првобитно је отворено 7 одељења: Општа геологија (руководилац: prof. Edward Passendorfer), квартарна геологија (руководилац: prof. Stefan Zbigniew Różycki), историјска геологија (руководилац: prof. Jan Samsonowicz), палеонтологија (руководилац: проф. Роман Козловски) , Петрографија (руководилац: prof. Kazimierz Smulikowski), Геофизика (руководилац: prof. Stefan Zbigniew Różycki) и Економија и организација истраживања лежишта (руководилац: mgr inż. Władysław Bobrowski). Први декан Факултета био је проф. Едвард Пасендорфер.
Године 1954. Катедра за квартарну геологију је проширена на техничку геологију. Основана је и Катедра за минералогију и геохемију (кустос: prof. Kazimierz Smulikowski). Године 1957. основане су Катедре за хидрогеологију (руководилац:  Józef Gołąb) и инжењерску геологију (сарадник: prof. mgr Witold Cezariusz Kowalski). Године 1954–1960. изграђена је нова зграда Геолошког факултета Универзитета у Варшави, у коју су премештене све катедре и истраживачке лабораторије факултета.
Године 1968. реорганизован је Геолошки факултет Универзитета у Варшави. Уместо одељења, основана су три научна института: Институт за геохемију, минералогију и петрографију (директор: проф. Antoni Polański), Институт за основну геологију (директор:  prof. mgr Kazimierz Guzik) и Институт за хидрогеологију и инжењерство Геологија (директор: prof. Witold C. Kowalski).
Године 1972. на Геолошком факултету Универзитета у Варшави основан је Одсек за заштиту животне средине и природне ресурсе (руководилац: доц. др  Barbara Grabowska-Olszewska), трансформисан 1993. године у самосталну Катедру за заштиту животне средине и природне ресурсе (руководилац: проф. Andrzej Drągowski).
До 2013. године факултет је имао истраживачку станицу у Бочењецу, где су студенти обављали теренску праксу. 2015. године отворен је Европски центар за геолошко образовање у Корзецку код Чецинија – научно-истраживачки центар факултета.